# Theater District, New York
Theater District, scris și Theatre District (din engleză: districtul teatrelor) este un cartier din diviziunea Manhattan a orașului american New York City din statul New York. Mutarea Operei Metropolitane (Metropolitan Opera House, „MET”) pe Broadway în 1883 a atras după ea numeroase teatre și restaurante în această zonă. În anii 1920 marile case de film au adăugat Broadway-ului strălucirea neonului ("the Great White Way"- Marea Cale Albă). Cu timpul splendoarea a pălit, dar renovările ulterioare au readus strălucirea acestui district.